# Zeta Producer
Zeta Producer ist ein Desktop Content-Management-System (CMS), das von der deutschen Zeta Software GmbH seit 1999 entwickelt wird. Die Software erlaubt es, responsive Webseiten zu erstellen und deren Inhalt zu verwalten. Dabei erstellt das Programm statische HTML, CSS und JavaScript Dateien, die mittels der eingebauten FTP-Funktion auf einen eigenen Webserver hochgeladen werden.
Im Gegensatz zu den meisten anderen Content-Management-Systemen wie WordPress oder TYPO3 wird Zeta Producer nicht auf einem Webserver installiert, sondern läuft nur lokal auf einem Arbeitsplatzrechner.

## Funktionen

### Layouts
Im Programm sind verschiedene Layouts enthalten, aus denen der Nutzer eines für seine Webseite auswählen und dieses anpassen kann. Dabei können neben der Farbgebung auch Schriftgrößen, Abstände und weitere layoutabhängige Designeigenschaften verändert werden.
Da die Inhalte in einem Content-Management-System unabhängig vom Layout in einer Datenbank gespeichert werden, kann der Nutzer das Layout jederzeit wechseln und so verschiedenen Designs ausprobieren.

### Widgets
In Zeta Producer stehen dem Nutzer verschiedene „Widgets“ zur Verfügung. Dabei handelt es sich um kleine Elemente, z. B. ein Kontaktformular, die Einbindung von Google Maps oder ein Gästebuch, die auf der Webseite an beliebiger Stelle platziert werden können.
Neben den offiziellen Widgets, die mit der Software ausgeliefert werden, können auch externe Widgets erstellt und installiert werden. Das Community-Projekt „Widget ZP“, das von Anwendern der Software betrieben wird, stellt eine Vielzahl zusätzlicher Widgets bereit.

### Shop
Zeta Producer bietet ab der „Business“-Version die Möglichkeit, einen Webshop in die Webseite einzufügen. Dieser verfügt über die meisten für kleinere Shops relevanten Funktionen, wie eine Artikelverwaltung, Gutschein-Codes, Artikelvarianten und eine automatische Rechnungserstellung.

## Versionen / Lizenzen
Zeta Producer wird in mehreren Versionen vertrieben, die nach Funktionsumfang gestaffelt sind. Nur die kostenlose „Home“-Version darf von Privatanwendern verwendet werden. Für die kommerzielle Nutzung muss mindestens eine „Express“-Lizenz erworben werden.
| Version  | Preis     | Funktionen |
| -------- | --------- | --- |
| Home     | kostenlos | - Erstellen beliebig vieler Webseiten für die private Nutzung                                                                                |
| Express  | 295 €     | - kommerzielle Nutzung - Zugang zu mehr Layouts und Vorlagen sowie alle Funktionen der Home-Version                                          |
| Business | 595 €     | - Mehrsprachige Websites - Online-CMS-Funktion - Onlineshop-Modul - Zugang zu lizenzfreien Bildern sowie alle Funktionen der Express-Version |

## Voraussetzungen
Für die Nutzung der Software wird ein aktuelles Windows 10 oder Windows 11 System benötigt.
Die veröffentlichte Webseite läuft prinzipiell auf allen Webservern, die .html Dateien ausliefern können. Für interaktive Funktionen wie Kontaktformulare oder das Onlineshop-Modul wird jedoch eine aktuelle PHP-Version auf dem Server benötigt.